# Lisa Block de Behar
Lisa Block de Behar (Montevideo, 12 de marzo de 1937) es una lingüista, profesora e investigadora uruguaya, especializada en teoría literaria, literatura comparada y medios de comunicación.

## Biografía
En 1960 obtuvo el título de Profesora en Idioma Español, en el Instituto de Profesores Artigas (IPA), donde luego fue docente de Teoría Literaria y Lingüística. Fue catedrática de Semiótica y Teoría de la Interpretación en la Licenciatura en Ciencias de la Comunicación de la Universidad de la República, centro del cual fue Directora entre 1996 y 1999. Actualmente es catedrática de Fundamentos Lingüísticos de la Comunicación en dicha universidad.
Obtuvo el doctorado en 1983, en la École des Hautes Études en Sciences Sociales de París con una tesis sobre la retórica del silencio, bajo la tutoría de Gérard Genette. Su tesis, publicada en México bajo el título Una retórica del silencio, obtuvo el premio Xavier Villaurrutia en 1984 en la categoría Ensayo.
Ha sido profesora visitante y dictado conferencias y seminarios sobre temas de lingüística, semiótica, teoría literaria, literatura comparada y hermenéutica en universidades norteamericanas, europeas, latinoamericanas y de Israel. Obtuvo las becas Guggenheim y Fulbright. 
Sus intereses no han variado sustancialmente. Entre ellos continúa indagando sobre una poética de la desaparición, formulada a partir de sus reflexiones sobre el silencio, la construcción de la realidad por el discurso y la legitimación de la mentira por la multiplicación y repetición de las mismas falacias. Su interés no se ha apartado de la incidencia de la cultura judía en la reflexión contemporánea.
Continúa estudiando los recursos de la representación verbal en relación con las particularidades de la representación visual, temas a los que ha dedicado varios seminarios recientes, y las correspondencias entre los campos de la mostración y de la representación.
De la misma manera, estudia las recurrencias de las citas, a las que había dedicado sus investigaciones y publicaciones iniciales, considerándolas a partir de las incertidumbres que introduce la tecnología en el discurso literario y en las distintas formas de la realización artística. 
Las iniciativas de la recuperación de la historia del pasado cultural del Uruguay, a partir de los archivos nacionales y privados, la construcción y desarrollo de Anáforas, https://anaforas.fic.edu.uy/jspui/, con la eficiente colaboración de un equipo ya consolidado desde hace años, es la actividad en la que concentra su mejor atención y mayores desvelos.
Ha publicado y prologado obras de Louis Auguste Blanqui,  Emir Rodríguez Monegal,  Carlos Real de Azúa, Adolfo Bioy Casares, Jorge Luis Borges, Jules Laforgue y Haroldo de Campos.
En 1984 obtuvo el Premio Xavier Villaurrutia; en 2002 obtuvo el "Prize Research Award" de la Fundación Alexander von Humboldt. En 2011 fue nombrada Profesora Emérita por el Departamento de Idioma Español del Instituto de Profesores Artigas, de Montevideo, Uruguay y en 2018 fue nombrada doctor honoris causa por la Universidad de la República. El Ministerio de Educación y Cultura del Uruguay le otorgó la medalla Delmira Agustini en 2021 y en 2022 recibió una medalla del Senado de Francia. En 2025 recibió el grado de Chevalière de l'ordre des Arts et des Lettres de la République française.

## Ediciones, prólogos y traducciones
- De l'éternité à nos jours. L'hypothèse astronomique de Louis-Auguste Blanqui. Essais réunis par Lisa Block de Behar, Honoré Champion, Paris, 2019
- Emir Rodríguez Monegal: Ensayo y memoria. Prólogo de Lisa Block de Behar, Biblioteca Artigas. Colección de Clásicos Uruguayos, Montevideo, 2019
- Louis-Auguste Blanqui: L'Éternité par les astres. Seconde édition avec amendements at ajouts, édité avec une introduction et notes par Lisa Block de Behar, Slatkine, Genève, 2009

- Haroldo de Campos, Don de poesía: ensayos críticos sobre su obra. Coordinación de Lisa Block de Behar, Linardi & Risso, Montevideo, 2009

- Cine y totalitarismo. Lisa Block de Behar & Eduardo Rinesi (Editores), La Crujía, Buenos Aires, 2007

- France - Amérique latine: Croisements de lettres et de voies. Sous la direction de Walter Bruno Berg & Lisa Block de Behar, L'Harmattan, París, 2007

- Emir Rodríguez Monegal: Obra selecta. Prólogo y antología de Lisa Block de Behar, Biblioteca Ayacucho, Caracas, 2003

- Entre mitos & conocimiento. Coordinación y prólogo de Lisa Block de Behar, ICLA, Montevideo, 2003

- Comparative Literature Worldwide / La littérature comparée dans le monde. Vol. II. Editor Lisa Block de Behar, ICLA, Montevideo, 2000

- Louis-Auguste Blanqui: La eternidad a través de los astros. Traducción y prólogo de Lisa Block de Behar, Siglo XXI Editores, México, 2000

- Escrito sobre el cine. Edición y prólogo de Lisa Block de Behar, CSIC, Montevideo, 1997

- Louis-Auguste Blanqui: L'Éternité par les astres. Préface de Lisa Block de Behar, Slatkine, París/Genève, 1996

- De la amistad y otras coincidencias: Adolfo Bioy Casares en el Uruguay. Coordinación de Lisa Block de Behar e Isidra Solari, CCIS, Montevideo, 1993

- Lautréamont y Laforgue: La cuestión de los orígenes/La quête des origines. Editado por Lisa Block de Behar, François Caradec y Daniel Lefort, Academia Nacional de Letras, Montevideo, 1993

- Christian Metz y la teoría del cine. Versión, Buenos Aires, 1992

- Términos de comparación. Los estudios literarios entre historias y teorías. Edición y prólogo de Lisa Block de Behar, Academia Nacional de Letras, Montevideo, 1991

- Diseminario. La desconstrucción, otro descubrimiento de América. Edición y prólogo de Lisa Block de Behar, xyz, Montevideo, 1987

- Emir Rodríguez Monegal. Homenaje. Edición y prólogo de Lisa Block de Behar. Ministerio de educación y cultura, Montevideo, 1987

## Bibliotecas digitales
Responsable de la creación y desarrollo de las bibliotecas digitales:
Anáforas
Biblioteca digital de autores uruguayos
Publicaciones periódicas del Uruguay Archivado el 16 de febrero de 2015 en Wayback Machine.
Documentos, textos y figuras del Uruguay